# 水渠村 (武功县)
水渠村是中华人民共和国陕西省咸阳市武功县小村镇所辖的一个行政村。该行政村包含南水渠和北水渠两自然村。全行政村621户、人口2844人，分为8个村民小组。耕地面积2154亩。行政区划代码610431106228。